# 除目申文抄
除目申文抄（じもくもうしぶみしょう）とは、鎌倉時代に書かれたと推測される除目の事務処理に関する書物。著者不明。全1巻。職事要愚抄（しきじようぐしょう）とも。

## 概要
除目の際に作成される申文を過去の実例を挙げて書式や記載内容について紹介するとともにその事務処理手続の方法について解説されている。蔵人のうち申文の整理・事務処理を担当した「職事」と称された人々が参照にするために書かれたと考えられている。古くから『除目抄（除秘抄）』とセットで所載されることが多く、写本も多い。著者や執筆年代は不明であるが、実例として掲げられた過去の申文の範囲が天延3年（975年）から承元3年（1209年）であることなどから、鎌倉時代初期に著されたと推定されている。
『続群書類従』公事部に所収されている。